# Гужно (гмина)
Гужно (пол. Górzno) — сельская гмина (волость) в Польше, входит как административная единица в Гарволинский повет, Мазовецкое воеводство. Население — 6153 человека (на 2004 год).

## Демография
| Перепись                       | Всего   | Всего | Женщины | Женщины | Мужчины | Мужчины |
| ------------------------------ | ------- | ----- | ------- | ------- | ------- | ------- |
| Единицы                        | человек | %     | человек | %       | человек | %       |
| Население                      | 6153    | 100   | 3086    | 50,2    | 3067    | 49,8    |
| Плотность населения (чел./км²) | 67,7    | 67,7  | 34      | 34      | 33,8    | 33,8    |

## Сельские округа
1. Хенцины
2. Гонсув
3. Гозьдзик
4. Гужно
5. Гужно-Колёня
6. Юзефув
7. Кобыля-Воля
8. Лонки
9. Межончка
10. Пяски
11. Поташники
12. Редуцин
13. Саможондки
14. Унин
15. Вулька-Остроженьска

## Соседние гмины
1. Гмина Борове
2. Гмина Гарволин
3. Гарволин
4. Гмина Ласкажев
5. Гмина Мясткув-Косцельны
6. Гмина Соболев
7. Гмина Желехув